# Moulage par injection en canal chaud

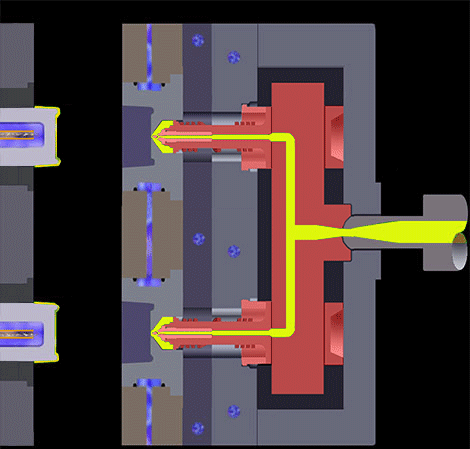
Cycle ouvert du moule

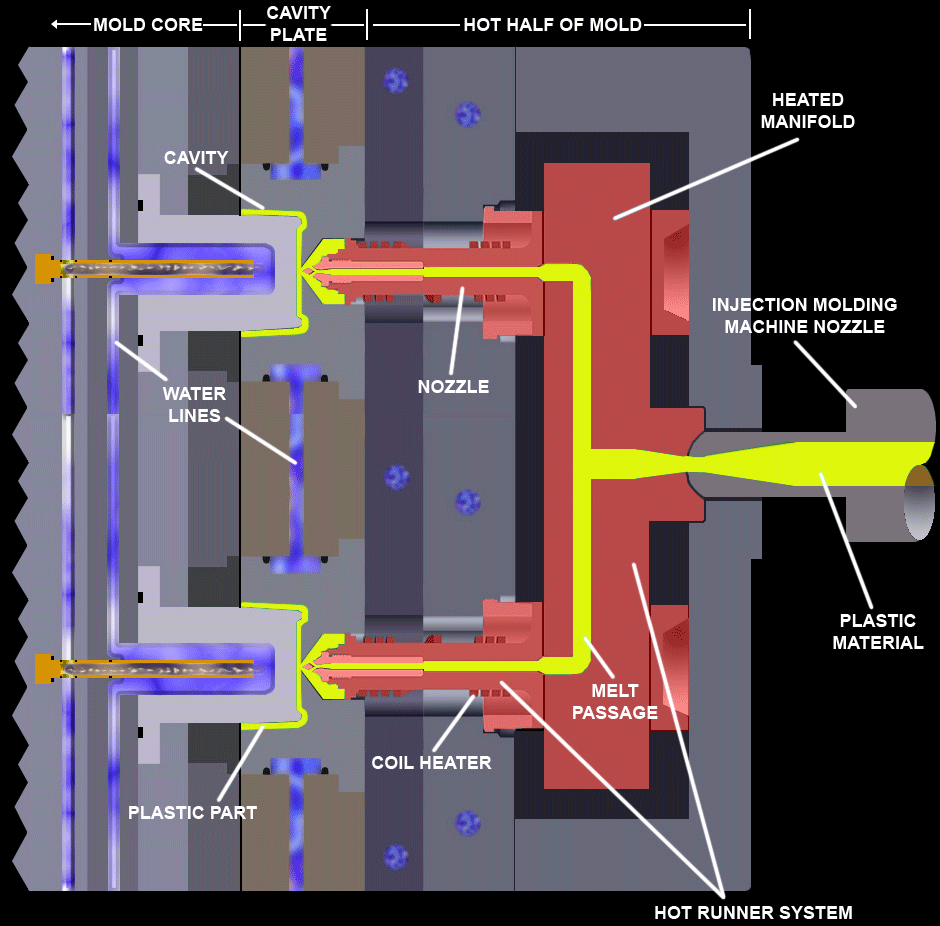
Cycle d'injection

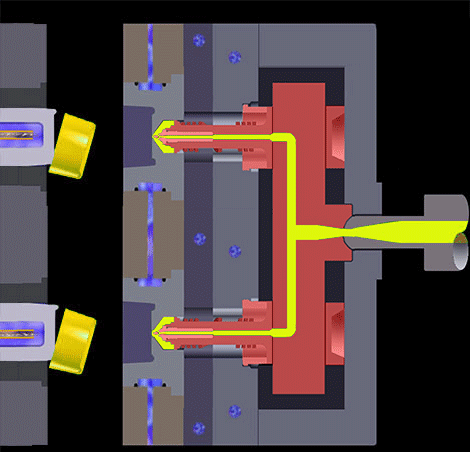
Cycle d'éjection partielle

Le moulage par injection en canal chaud est un moulage par injection de matières thermoplastiques dans lequel le canal d’alimentation du moule est chauffé afin que la carotte d’injection reste fluide et serve au moulage de la pièce suivante au lieu de rester solidaire de la pièce moulée.

## Histoire
Le moulage par injection en canal chaud a été développé et utilisé sporadiquement au début des années 1960 avec des résultats généralement négatifs. Il a gagné en popularité dans les années 1980 et 1990, car les progrès technologiques ont permis d'améliorer la fiabilité et du fait que la hausse des prix des matières plastiques a rendu le moulage par injection en canal chaud plus souhaitable et plus économique que le moulage par injection en canal froid.

## Machines
Une machine de moulage par injection en canal chaud comprend généralement un collecteur chauffé et un certain nombre de buses chauffées. La tâche principale du collecteur est de répartir le plastique entrant dans le moule vers les différentes buses, qui l'introduisent ensuite précisément aux points d’injection dans les cavités. Les buses sont munies d'obturateurs pour que la matière ne s'écoule pas après la fin de la mise en forme et avant le redémarrage du remplissage du moule.
La machine doit maintenir la matière plastique à l'intérieur des canaux chauffée uniformément, pendant que le reste du moule d'injection est refroidi afin de solidifier rapidement le produit. Pour contrôler la température dans les canaux chauds, des sondes de températures y sont placées.
Les canaux chauds rendent le moule plus coûteux à fabriquer et à utiliser, mais permettent des économies en supprimant l'enlèvement des canaux d'alimentation refroidis, en réduisant les déchets plastiques et le temps de cycle.

## Comparaison
A l'opposé du moulage par injection en canal chaud, un moulage par injection en canal froid utilise simplement un canal formé entre les deux moitiés du moule, dans le but de transporter du plastique depuis la buse de la machine de moulage par injection jusqu'aux cavités. Chaque fois que le moule s'ouvre pour éjecter les pièces en plastique nouvellement formées, le matériau contenu dans la glissière est également éjecté, ce qui entraîne des opérations d'enlèvement de déchets et du gaspillage.
Le moulage par injection en canal chaud amène aussi les avantages suivants :
- un temps de cycle plus court : aucun contrôle du temps de refroidissement[précision nécessaire] ;
- un cycle plus rapide ;
- moins de marques du moule et de pièces sous-remplies ;
- une flexibilité de conception : permet de localiser l'entrée à plusieurs endroits de la pièce ;
- des flux de remplissage équilibrés à partir des différents points d'injection[2].